# Campionati italiani di triathlon medio del 2023
I Campionati italiani di triathlon medio del 2023 sono stati organizzati da TriEvolution, in collaborazione con la Federazione Italiana Triathlon e si sono tenuti a Barberino di Mugello in Toscana, in data 18 maggio 2023 
Tra gli uomini ha vinto Mattia Ceccarelli (Overcome Asd), mentre la gara femminile è andata a Marta Bernardi (Tri Evolution).

## Risultati

### Elite uomini
| Pos. | Atleta               | Società sportiva      | Corsa   | Ciclismo | Corsa   | Totale  |
| ---- | -------------------- | --------------------- | ------- | -------- | ------- | ------- |
|      | Mattia Ceccarelli    | Overcome Asd          | 0.23.47 | 2.05.50  | 1.13.44 | 3.44.44 |
|      | Dario Giovine        | Mentecorpo Triathlon  | 0.26.35 | 2.08.01  | 1.14.02 | 3.50.26 |
|      | Alessandro Degasperi | Doloteam              | 0.25.10 | 2.11.13  | 1.13.55 | 3.51.54 |
| 4    | Tommaso Paoletti     | CUS Pro Patria Milano | 0.25.04 | 2.12.58  | 1.13.27 | 3.52.54 |
| 5    | Nicola Duchi         | Doloteam              | 0.25.53 | 2.11.21  | 1.15.18 | 3.53.57 |
| 6    | Andrea Figini        | DDS                   | 0.25.37 | 2.10.45  | 1.19.42 | 3.57.45 |
| 7    | Antonio Limoli       | Multisport Catania    | 0.24.10 | 2.10.57  | 1.21.20 | 3.58.00 |
| 8    | Luca Barbagallo      | Doloteam              | 0.27.18 | 2.16.24  | 1.13.29 | 3.58.32 |
| 9    | Lorenzo D'altri      | Raschiani Triathlon   | 0.26.49 | 2.18.06  | 1.12.35 | 3.59.26 |
| 10   | Filippo Candeo       | Run Ran Run T         | 0.25.38 | 2.16.06  | 1.17.25 | 4.00.31 |
| 11   | Matteo Rinaldi       | Overcome Asd          | 0.25.18 | 2.16.57  | 1.19.33 | 4.03.25 |
| 12   | Michele Carlini      | Buonconsiglio Nuoto   | 0.29.24 | 2.18.16  | 1.14.43 | 4.03.49 |
| 13   | Ivan Cappelli        | Valdigne Triathlon    | 0.25.15 | 2.21.03  | 1.16.23 | 4.04.30 |
| 14   | Luca Ronchi          | Overcome Asd          | 0.26.36 | 2.15.10  | 1.21.50 | 4.05.18 |
| 15   | Bruno Pasqualini     | Asd Team Fisiosport   | 0.30.07 | 2.16.17  | 1.20.05 | 4.08.01 |
| 16   | Riccardo Pavone      | Magma Team            | 0.27.34 | 2.23.59  | 1.15.23 | 4.08.16 |
| 17   | Alessandro Vita      | Doloteam              | 0.25.22 | 2.21.10  | 1.21.02 | 4.08.57 |
| 18   | Emanuele Ciotti      | Cesena Triathlon      | 0.27.27 | 2.19.03  | 1.21.30 | 4.10.05 |
| 19   | Giulio Molinari      | Prorecco Triathlon    | 0.25.07 | 2.13.01  | 1.31.01 | 4.10.46 |
| 20   | Stefano Valente      | Tri Alto Adige        | 0.26.51 | 2.24.27  | 1.17.55 | 4.10.59 |

### Elite donne
| Pos. | Atleta             | Società sportiva     | Corsa   | Ciclismo | Corsa   | Totale  |
| ---- | ------------------ | -------------------- | ------- | -------- | ------- | ------- |
|      | Marta Bernardi     | Tri Evolution        | 0.27.25 | 2.26.04  | 1.21.06 | 4.16.22 |
|      | Alice Betto        | Fiamme Oro           | 0.25.50 | 2.31.22  | 1.20.36 | 4.19.12 |
|      | Eva Serena         | DDS                  | 0.29.33 | 2.33.52  | 1.23.37 | 4.28.45 |
| 4    | Alberta Miori      | Buonconsiglio Nuoto  | 0.30.02 | 2.33.24  | 1.30.24 | 4.35.56 |
| 5    | Sara Savoia        | Raschiani Triathlon  | 0.29.46 | 2.42.00  | 1.23.14 | 4.36.38 |
| 6    | Nicole Malpezzi    | Raschiani Triathlon  | 0.32.41 | 2.40.31  | 1.24.00 | 4.39.01 |
| 7    | Valentina D'angeli | Doloteam             | 0.33.31 | 2.35.46  | 1.29.57 | 4.40.58 |
| 8    | Maria Casciotti    | Purosangue Asd       | 0.29.40 | 2.47.14  | 1.24.49 | 4.43.03 |
| 9    | Giulia Bedorin     | Tri Evolution        | 0.29.42 | 2.38.25  | 1.33.48 | 4.43.35 |
| 10   | Monnalisa Granai   | Tmc Triathlon A.s.d. | 0.32.08 | 2.43.36  | 1.26.19 | 4.45.08 |
| 11   | Sara Speroni       | Valdigne Triathlon   | 0.34.04 | 2.42.18  | 1.27.19 | 4.45.43 |
| 12   | Arianna Castellan  | Uno Team Cittadella  | 0.35.20 | 2.39.37  | 1.30.18 | 4.48.08 |
| 13   | Barbara Trazzi     | Asd Revelo           | 0.34.40 | 2.47.43  | 1.29.03 | 4.53.22 |
| 14   | Eva Grisoni        | Lykos Triathlon Team | 0.38.29 | 2.49.30  | 1.23.16 | 4.54.31 |
| 15   | Tiziana Squizzato  | Valdigne Triathlon   | 0.36.40 | 2.39.18  | 1.34.58 | 4.55.26 |
| 16   | Giorgia Zoccatelli | Verona Triathlon Km  | 0.33.39 | 2.45.41  | 1.33.47 | 4.55.48 |
| 17   | Susanna Rinaldini  | T.d. Rimini          | 0.29.59 | 2.48.54  | 1.37.19 | 4.58.25 |
| 18   | Elisabetta Stocco  | Buonconsiglio Nuoto  | 0.33.49 | 2.48.51  | 1.33.20 | 4.59.01 |
| 19   | Eva Pigna          | Team Panda           | 0.34.42 | 2.42.40  | 1.42.29 | 5.03.05 |
| 20   | Francesca Nardone  | Podistica Solidariet | 0.34.35 | 2.54.21  | 1.34.00 | 5.05.53 |